# 1975年臺灣
|        | 臺灣歷史 \| 台灣歷史年表 |
| 世纪： | 19世纪臺灣 \| 20世纪臺灣 \| 21世纪臺灣 |
| 年代： | 1940年代臺灣 \| 1950年代臺灣 \| 1960年代臺灣 \| 1970年代臺灣 \| 1980年代臺灣 \| 1990年代臺灣 \| 2000年代臺灣                                           |
| 年份： | 1970年臺灣 \| 1971年臺灣 \| 1972年臺灣 \| 1973年臺灣 \| 1974年臺灣 \| 1975年臺灣 \| 1976年臺灣 \| 1977年臺灣 \| 1978年臺灣 \| 1979年臺灣 \| 1980年臺灣 |
| 纪年： | 乙卯年（兔年）、中華民國64年 |

## 政府

### 國家正副元首

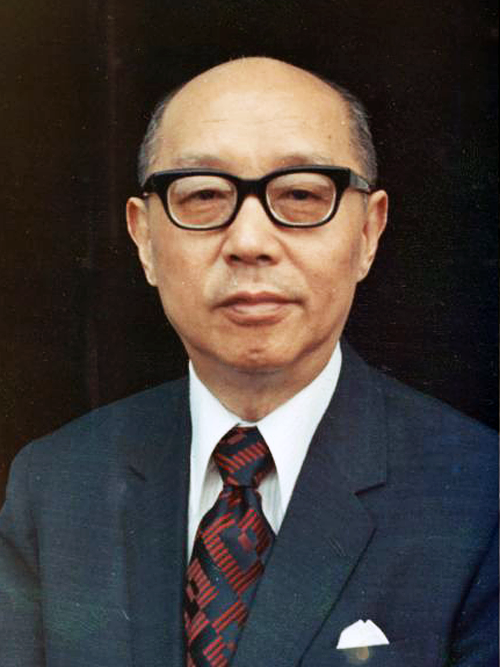
總統：嚴家淦（副總統繼任）
副總統：缺位

### 五院首長

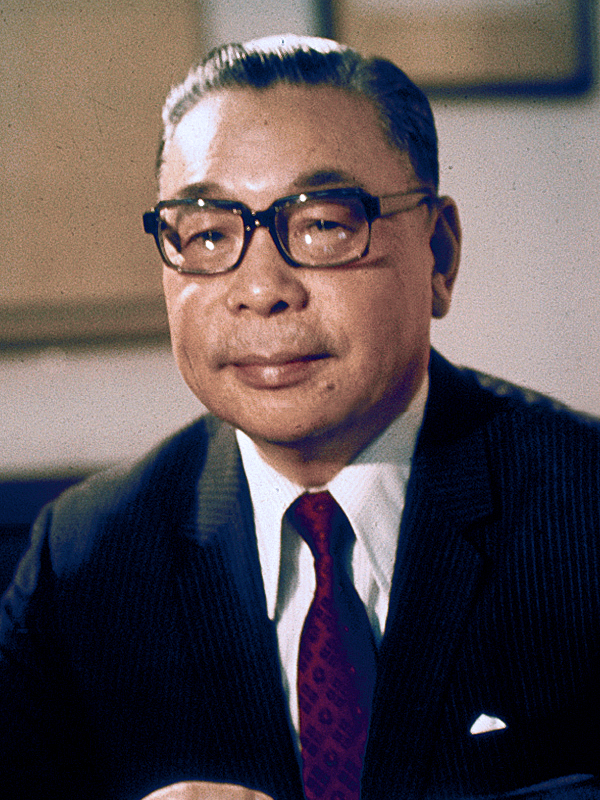
行政院院長：蔣經國
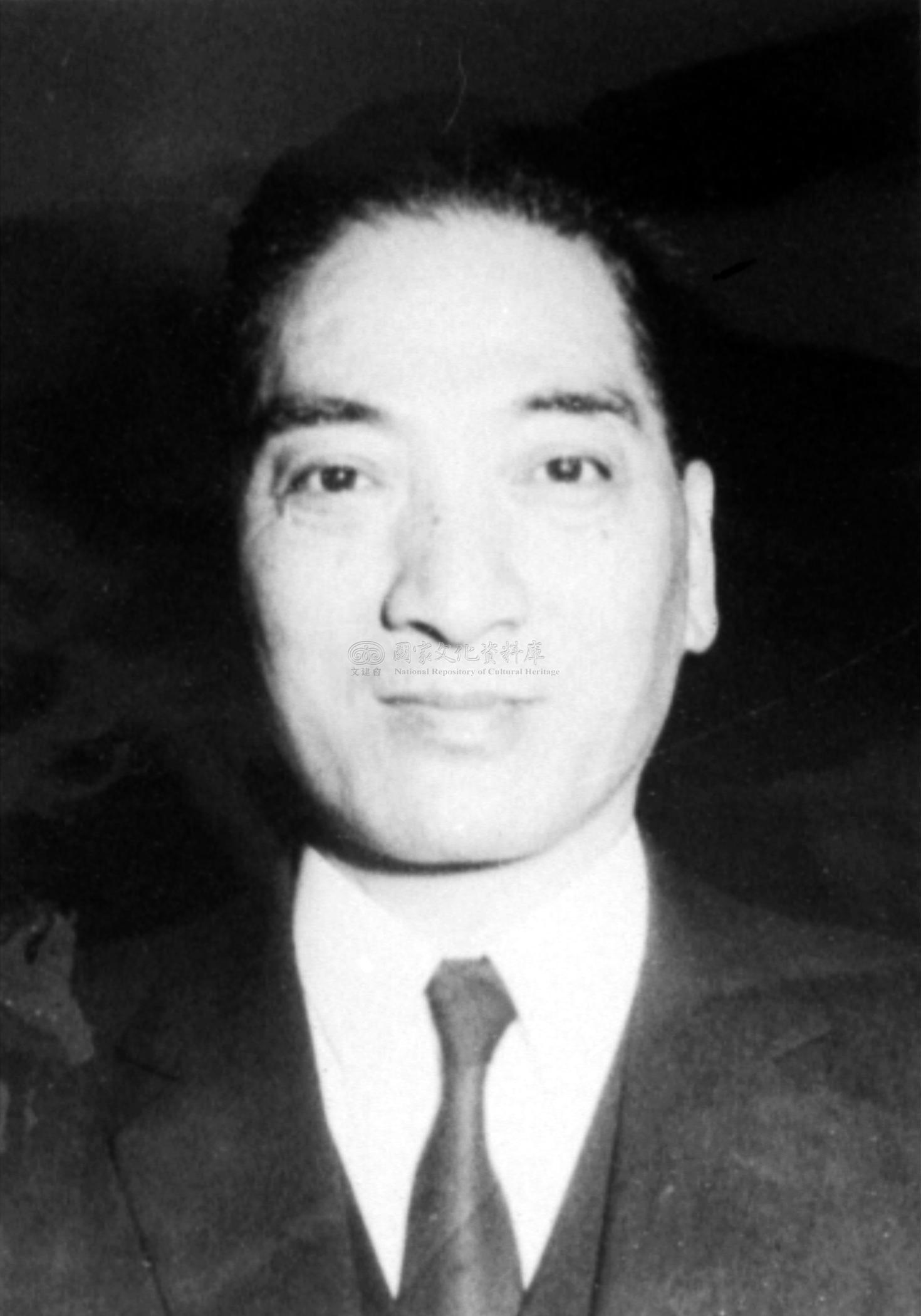
立法院院長：倪文亞
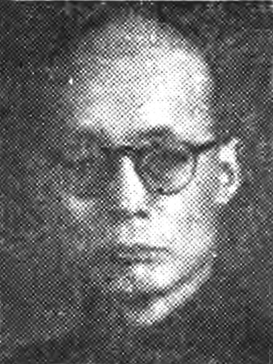
司法院院長：田炯錦
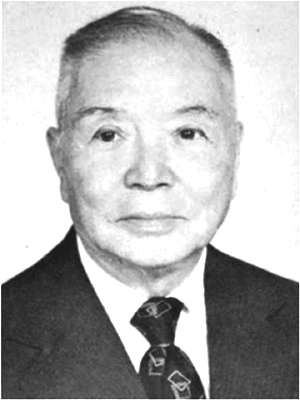
考試院院長：楊亮功
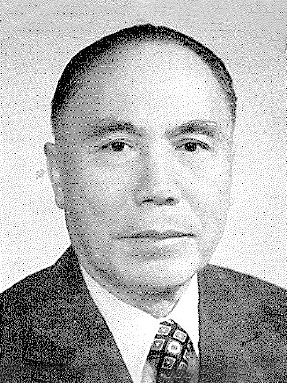
監察院院長：余俊賢

### 省政府主席

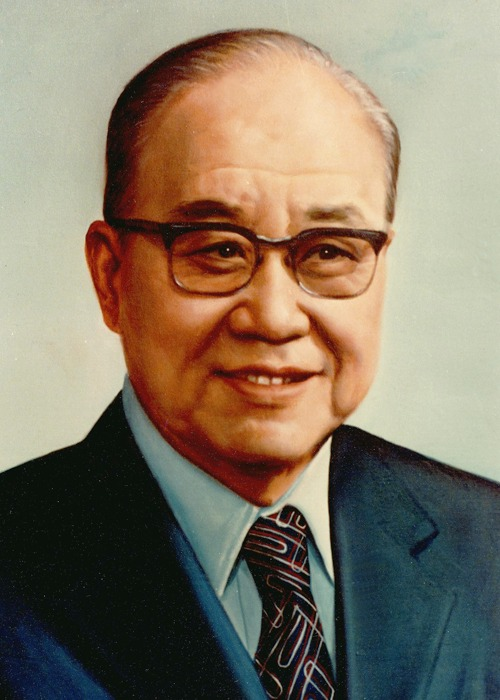
臺灣省政府主席：謝東閔
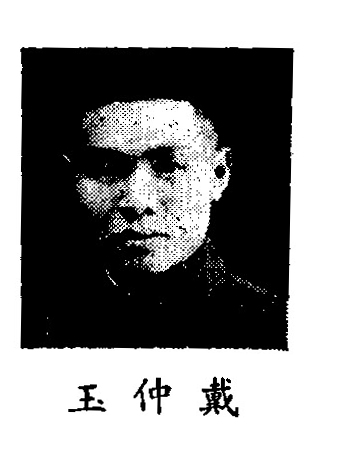
福建省政府主席：戴仲玉

### 成員變動

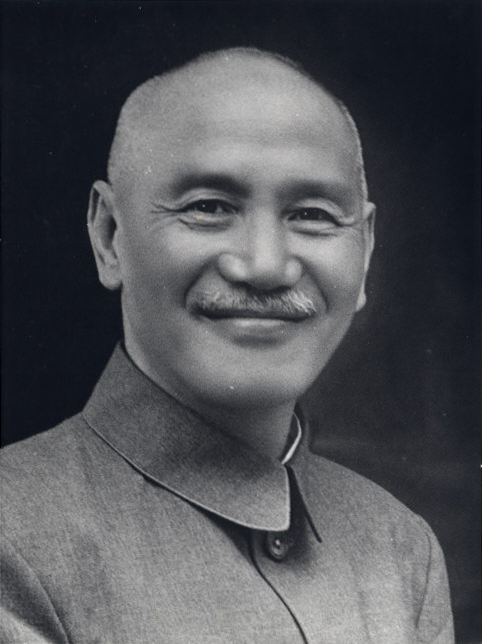
總統：蔣中正（逝世）
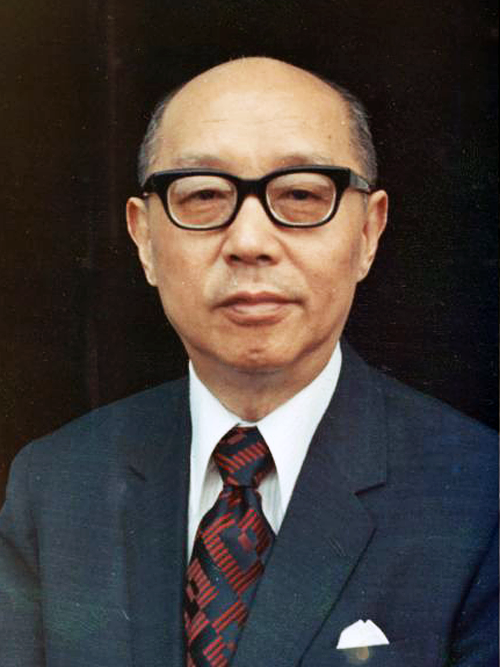
副總統：嚴家淦（繼任總統）

## 大事记

### 1月
- 1月6日——中華民國與葡萄牙斷交。

### 2月
- 2月3日——中華民國政府召回駐葡萄牙臨時代辦。
- 2月21日——行政院長蔣經國在立法院的施政報告上表示：「經國根據多少年經驗對共匪的統戰與和談下一個斷語，那就是：當他無法用戰爭或武裝暴動取勝時，就開始用統戰談判。」

### 3月
- 3月26日——晚間總統蔣中正病情惡化，經3個多小時急救才見好轉[1]:467。蔣中正醒來後，令蔣經國召五院院長來士林官邸聽蔣中正口授遺囑[1]:467。蔣中正授完遺囑後，病情忽好忽壞[1]:467。
- 3月27日——關閉駐葡萄牙公使館。

### 4月
- 4月——新加坡總理李光耀與當時的行政院長蔣經國簽署一項絕對機密的軍事合作計畫——「星光計畫」，讓新加坡武裝部隊可以在台進行軍事訓練及軍事演習（由於1974年12月，當時新加坡總理李光耀來台訪問，已向當時的總統蔣介石提出借用我軍事基地進行新加坡的部隊訓練）。
- 4月5日——蔣中正逝世。
- 4月8日——上午，蔣經國到靈堂跪哭哀思。蔣孝章自美國返台灣奔喪，與蔣經國抱頭痛哭[2]:3。
- 4月9日——蔣經國親自為其父穿衣服，按照鄉例，給其父穿上七條褲子、七件內衣[1]:481，並著長袍馬褂、佩勳章[2]:3。11時，全家大小跪祭，於政府治喪大員公祭後，即移靈至國父紀念館，路經天母、士林、圓山、中山北路、仁愛路，沿途民眾排列近百萬人，處處路祭，人人哀號，哭泣跪拜[2]:3。中午安置遺槨於國父紀念館正廳[2]:3。
- 4月10日——上午7時起，民眾開始進入紀念館瞻仰遺容，第一天即有28萬人之眾[2]:4。
- 4月18日 - 中華民國駐越軍事顧問團撤離
- 4月25日——黃杰到慈湖弔祭蔣介石，哭泣傷痛，令人感動亦感激；與蔣經國相談甚久，二人共進午餐，使蔣經國「人在悲痛之時，益感友誼之可貴」[2]:16。
- 4月28日——召開第十屆中央委員會臨時全體會議，假陽明山中山樓舉行開幕典禮，在第三次會議中，討論常務委員嚴家淦等20位常務委員連署所提：「建議中央委員會設主席一人並為常務委員會之主席，一致公推蔣常委經國擔任」一案，及中央委員劉季洪等74位委員連署所提：「保留本黨黨章所載 總裁一章，藉申哀敬，並為永久之紀念，中央委員會設主席一人，綜攬全盤黨務，並公推蔣經國同志擔任」一案，兩案經大會合併討論，一致通過保留黨章總裁一章，並公推常務委員蔣經國擔任中央委員會主席，復經第十一次全國代表大會第一次會議予以追認，從此領導中心穩固[3]:518。

### 6月
- 通霄精鹽廠完工投產。
- 6月9日——中華民國與菲律賓斷交。
- 6月12日——中國味精公司表示暫不出售味精予日本。[4]

### 7月
- 7月1日——中華民國與泰國斷交。

### 8月
- 8月10日——中華航空恢復營運東京航線。

### 9月
- 9月16日——宋美齡搭乘中美號專機赴美，行前發表3,000多字《書勉全體國人》。
- 9月22日——巴拉圭總統史托斯納爾來台訪問。

### 11月
- 11月6日——中華民國與西薩摩亞斷交。

### 12月
- 12月20日——中華民國自由地區（台灣地區）辦理中華民國第一屆立法院第二次增額立法委員選舉，核定52個名額（含15名國外僑選立委）。

## 出生
参见： 1975年出生
- 1月1日——林如琦：演員、主持人。
- 1月6日——邱玉婷：製作人。
- 1月20日——張桂綿：政治人物。
- 1月30日——謝承勳：棒球選手。
- 2月3日——賈凡：籃球教練。
- 2月4日——劉至翰：演員，是劉致妤之兄、劉尚謙之子。
- 2月7日——光頭哥哥：YouTube網紅。
- 2月10日——林鴻遠：棒球選手。
- 2月12日——賀光卍：環保運動人士，是捷運新店線壓氣工法造成潛水夫病的受害人之一。
- 2月13日——呂聖斐：鍵盤手、編曲家，是梅若穎之夫，曾為無限融合樂團團長。
- 2月19日——朱學恒：主持人、政治評論家、YouTube網紅。
- 2月21日——羅仁成：棒球選手。
- 2月22日——鄭元嘉：歌手。
- 2月28日——阿桑，歌手，（2009年逝世）
- 3月1日——許傑克：廣播主持人。
- 3月4日——
  - 陳慧翎：導演。
  - 黃貴裕：棒球選手，現被終身禁賽。
- 3月5日——唐林：演員、主持人、有氧舞蹈教師。
- 3月10日——王薇：新聞主播。
- 3月12日——黃甘霖：棒球教練。
- 3月14日——
  - 蔡淑臻，名模兼藝人。
  - 陳俊宇：政治人物。
- 3月19日——徐若瑄，演員及歌手。
- 3月20日——吳信達：發明家、材料科學家。
- 3月25日——洪德芳：棒球選手。
- 3月27日——柳燕：化妝師。
- 4月3日——徐立信：政治人物。
- 4月9日——王亭又：導演、模特兒、企業家，是Kate's Plan婚禮顧問公司的創意總監。
- 4月13日——詹雅菁：配音員。
- 4月18日——小潘潘：演員、主持人。
- 4月19日——梁啟慧：作曲家、編曲家、音樂製作人。
- 4月28日——馬國畢：諧星、演員、主持人。
- 5月3日——
  - 樊光耀，演員。
  - 蔡燦得：演員、主持人。
- 5月5日——賴雨農：照明設計師。
- 5月8日——
  - 張嘉欣：新聞主播，是庾澄慶第二任之妻。
  - 張智堯：演員，是台灣出道而後赴香港發展的藝人。
- 5月9日——翁立友：歌手。
- 5月12日——郭宇倫：演員、經紀人。
- 5月13日——彭靖惠：歌手。
- 5月15日——余炳賢，藝人。（2012年逝世）
- 5月16日——許聖杰：棒球選手。
- 5月18日——洪啟峰：棒球選手。
- 5月27日——林智堅，政治人物，前任新竹市市長。
- 6月2日——郭羿含：舉重運動員。
- 6月3日——張珮珊：新聞主播，是岑永康之妻。
- 6月6日——
  - 陳綺貞，創作歌手。
  - 既晴：小說家。
- 6月7日——
  - 陳仙梅：演員。
  - 黃信福：棒球選手。
- 6月9日——劉真，藝人。（2020年逝世）
- 6月11日——丘台名：配音員。
- 6月21日——洪岳農：企業家。
- 7月1日——
  - 曾柏文：顧問、助理教授，曾任新北市政府參議、江啟臣特別顧問、端傳媒評論總監。
  - 孔垂長：大成至聖先師奉祀官，是孔德成之孫。
- 7月2日——劉曉憶：演員。
- 7月6日——
  - 林佳儀：歌手、演員。
  - 童秀娟：通告藝人，是屈中恆之妻。
- 7月17日——陳純甄：花式撞球選手。
- 7月20日——譚至剛：演員。
- 7月26日——
  - 洪曉蕾：模特兒。
  - 王宏恩：歌手、演員、主持人。
- 7月31日——邱沁宜：新聞主播。
- 8月3日——陳雨凡：律師。
- 8月5日——侯佳齡：政治人物，現任桃園市政府青年事務局局長。
- 8月6日——陳竹昇：演員。
- 8月7日——張善為：歌手、演員、主持人，是YOYO家族成員之一。
- 8月20日——謝芳紋：政治人物。
- 8月25日——陳盈豪：程式設計師，是CIH病毒原創人。
- 8月28日——一劍浣春秋：AV評論家。
- 9月5日——劉文貿：棒球選手。
- 9月11日——喬幼：歌手。
- 9月12日——鄭漢禮：棒球教練、棒球捕手。
- 9月13日——何潤東，歌手及演員。
- 9月14日——陳玠甫：企業家，是同安樂餐廳的老闆。
- 9月15日——王閔生：政治人物。
- 9月17日——劉乙瑮：模特兒，是劉其偉孫女。
- 9月19日——李桀郡：棒球教練。
- 9月21日——黃立行，歌手。
- 9月23日——陳瑞振：棒球教練。
- 9月24日——林凱羚：配音員。
- 9月28日——朱雪璋：空手道教練。
- 9月29日——虞小卉：演員，是蔡岳勳之妻。
- 10月4日——王淑麗：氣象主播。
- 10月6日——
  - 陳子強：演員，是傅天穎前夫。
  - 邱啟益：籃球教練，是倪雅倫前夫。
- 10月15日——許淑華：政治人物。
- 10月16日——彭薇霖：主持人，是YOYO家族成員之一。
- 10月17日——
  - 謝葉蓉，記者，節目主持人。
  - 尹立：政治人物，曾任高雄市政府文化局局長。
- 10月19日——高山峰：演員、主持人。
- 10月23日——馮勝賢：棒球教練。
- 10月24日——
  - 楊靜怡：演員。
  - 洪其德：演員、主持人，是洪濬哲之子。
- 10月27日——曾揚岳：棒球選手，是曾揚志之兄。
- 10月28日——劉一帆：廚師。
- 10月29日——
  - 林熙蕾，演員。
  - 鄒少官：演員、主持人，是夏台鳳之子。
- 10月30日——陳誼：演員。
- 11月2日——林芷薇：演員。
- 11月11日——吳天心，演員。
- 11月13日——洪淳修：導演。
- 11月16日——黃文華：新聞主播。
- 11月20日——
  - 成潤：演員。
  - 林昆鋒：新聞主播。
  - 蔡豐安：棒球選手，現被終身禁賽。
- 11月21日——
  - 周正雄：棒球教練。
  - 陳孟秀：律師。
- 11月25日——
  - 陳怡筠：演員，是陳霆之妻、陳怡真之妹。
  - 余靜萍：攝影師。
- 11月26日——吳俊億：棒球選手。
- 11月27日——王金勇：球探、棒球教練。
- 11月30日——黃釋緒：舉重運動員。
- 12月2日——柳裕展：棒球選手，現被終身禁賽。
- 12月3日——
  - 周又珈：演員。
  - 邱威傑：政治人物、YouTube網紅。
- 12月5日——
  - 游紹菁：舞者。
  - 陳潔瑤：導演。
- 12月6日——
  - 蕭源，香港補習導師。
  - 陳信宏，歌手。五月天主唱。
- 12月8日——陳維齡：演員、模特兒、通告藝人，是宋逸民之妻。
- 12月10日——段星卉：演員、主持人。
- 12月11日——
  - 黃思婷：歌手。
  - 石錦航：演員、吉他手，是五月天吉他手。
- 12月14日——陳隨意：歌手，是謝宜君之夫。
- 12月20日——
  - 林書煒：新聞主播。
  - 楊哲：歌手。
- 12月23日——
  - 李世揚：配音員。
  - 林重威：醫師，是首位於SARS事件殉職的醫生。
- 12月25日——胡崇賢：羽球教練。
- 12月27日——張崇偉：吉他手，是1976成員之一。
- 12月30日——陳宗甫：棒球選手。

## 逝世
- 4月5日——蔣中正，中華民國總统，中国国民党總裁。（1887年出生）
- 4月23日——李騰嶽，醫師、作家。除醫學外，對臺灣歷史、民俗、漢詩興趣頗深，常投稿於《民俗臺灣》。（1895年出生）
- 5月5日——蔣渭川，政治人物。曾任內政部長。（1896年出生）
- 11月7日——沈榮，律師、政治人物。曾任監察委員。（1904年出生）